# 히토미오 토지테
<히토미오 토지테>(瞳を閉じて)는 1974년 발표된 마츠토야 유미의 두 번째 앨범 《MISSLIM》의 3번 트랙이다. 2018년에 발표된 45주년 기념 앨범의 타이틀곡이기도 하다.
나가사키현 고토시 나루고등학교의 애창가인 이 곡은, 1974년 고토고등학교 나루분교(현 나루고등학교)의 2학년 학생이, 나루분교의 교가를 만들어달라고 <올나이트닛폰>이라는 라디오 프로그램의 '당신만을 위한 노래를 만들어드립니다'라는 코너에 응모한 것을 계기로, 마츠토야 유미가 작사, 작곡하였다.
1988년에는 나루고등학교 졸업생들의 기부로 마츠토야 유미의 친필 가사를 새긴 노래비를 제작, 마츠토야 유미가 참석한 가운데 나루고등학교 교정에서 제막식을 거행했다.